# Brachyptera macedonica
Brachyptera macedonica is een steenvlieg uit de familie vroege steenvliegen (Taeniopterygidae). De wetenschappelijke naam van de soort is voor het eerst geldig gepubliceerd in 1983 door Ikonomov.